# Hans-Albrecht Herzner
Hans-Albrecht Herzner (ur. 6 lutego 1907 w Poczdamie, zm. 3 września 1942 w Hohenlychen) – niemiecki oficer Abwehry, pod koniec sierpnia 1939 r. dowódca bojówki dywersyjnej Abwehry, która dokonała próby opanowania tunelu kolejowego pod Przełęczą Jabłonkowską i stacji kolejowej w Mostach, w czasie II wojny światowej w 1941 r. dowódca złożonego z Ukraińców i Niemców batalionu „Nachtigall” pułku dywersyjnego Brandenburg, podporządkowanego Abwehrze (Abw.II).